# 拉波特 (明尼蘇達州)
拉波特（英語：Laporte）是一個位於美國明尼蘇達州哈伯德縣的城市。

## 人口
根據2020年美國人口普查的數據，拉波特的面積為1.82平方千米，當中陸地面積為1.82平方千米，而水域面積為0.00平方千米。當地共有人口134人，而人口密度為每平方千米74人。